# Crizbav
Crizbav (veraltet Crisbav; deutsch Krebsbach,, siebenbürgisch-sächsisch Kriszbich, ungarisch Krizba) ist eine Gemeinde im Kreis Brașov in der Region Siebenbürgen in Rumänien.
Der Ort ist auch unter den deutschen Bezeichnungen Kriesbach, Krebsbach in Geister Wald, Kreischbach und Kripobach und der ungarischen Bezeichnung Rákospatak (deutsch Krebsbach) bekannt.

## Galerie

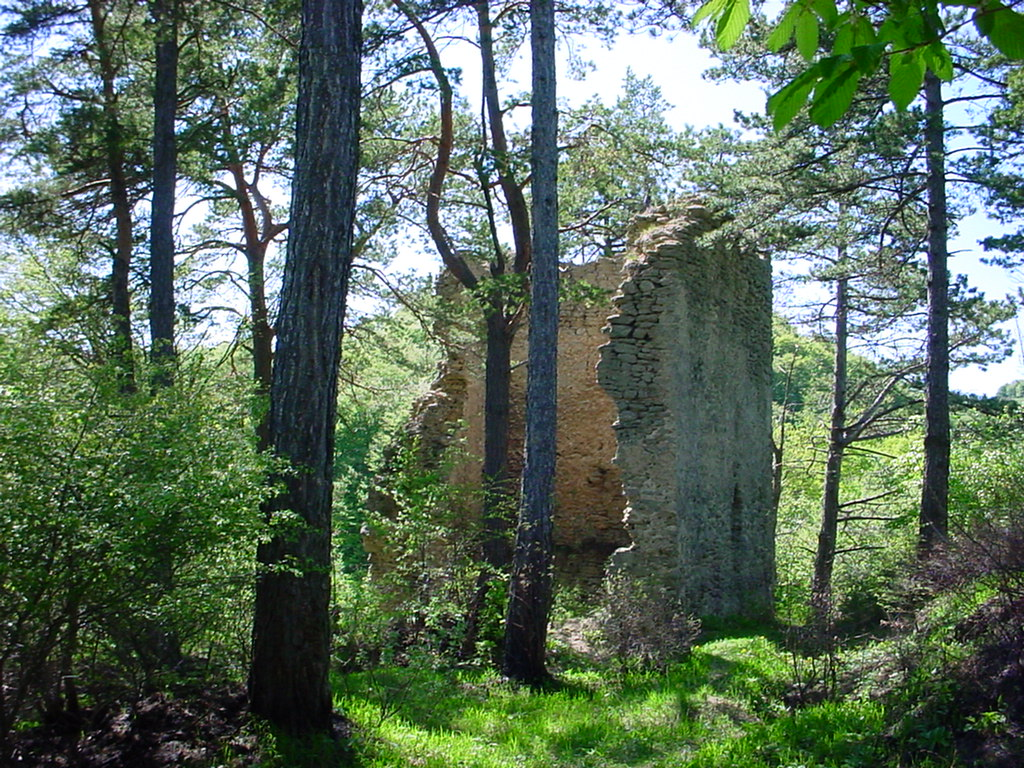
Ruine der Heldenburg bei Cutuș
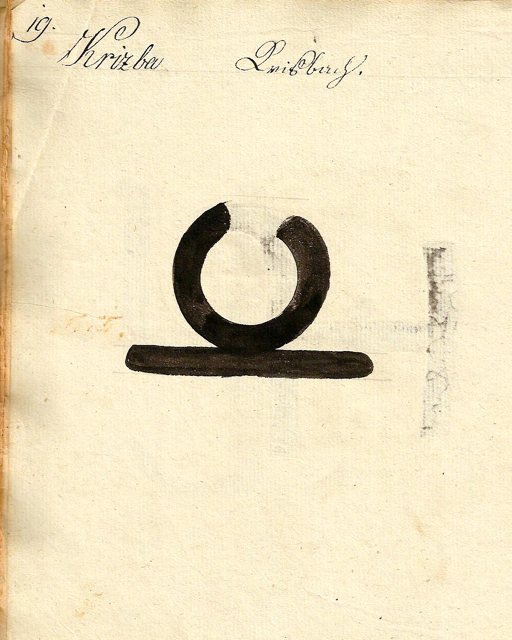
Viehbrandzeichen von Kriesbach
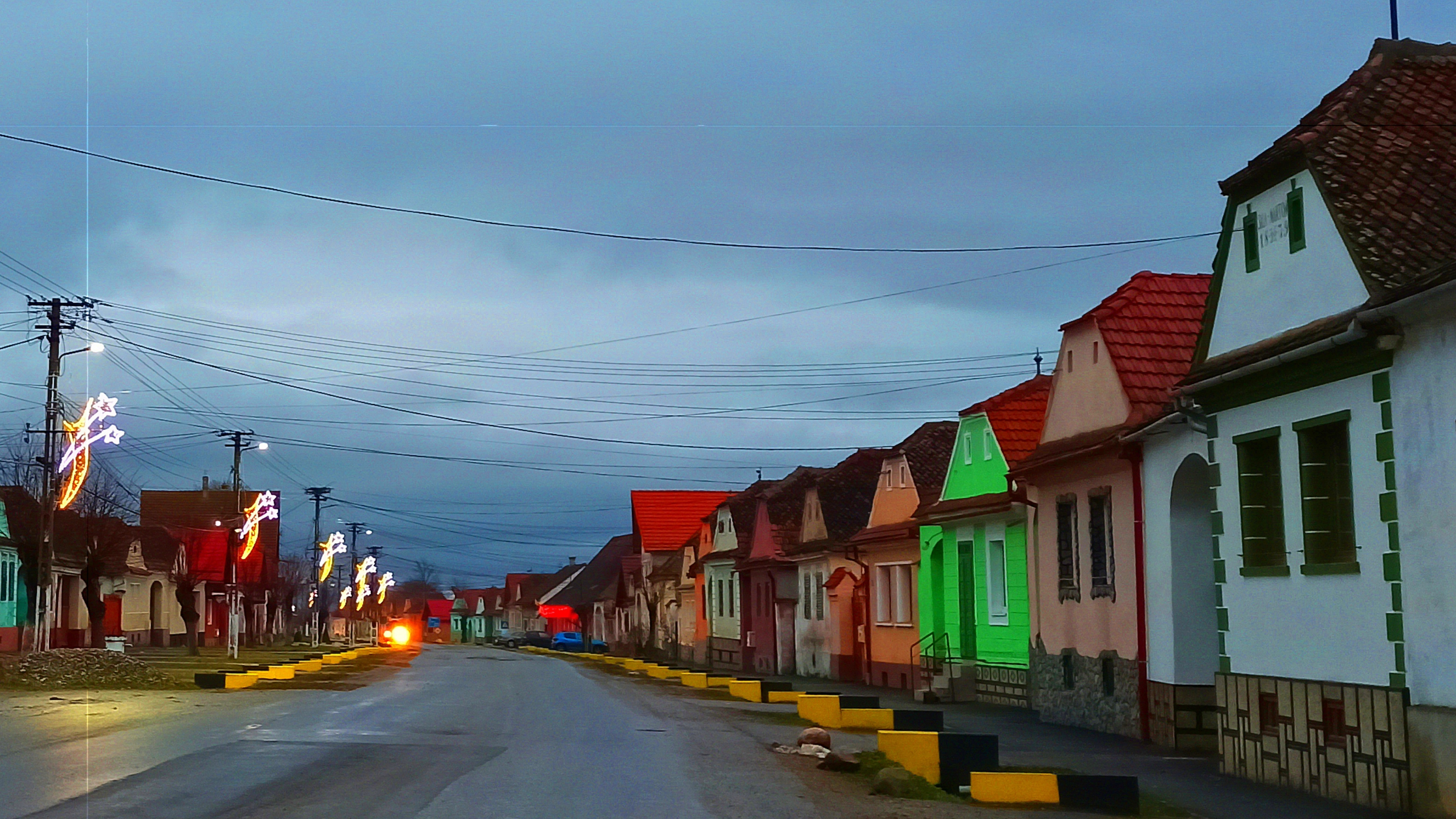
Crizbav im Winter 2021
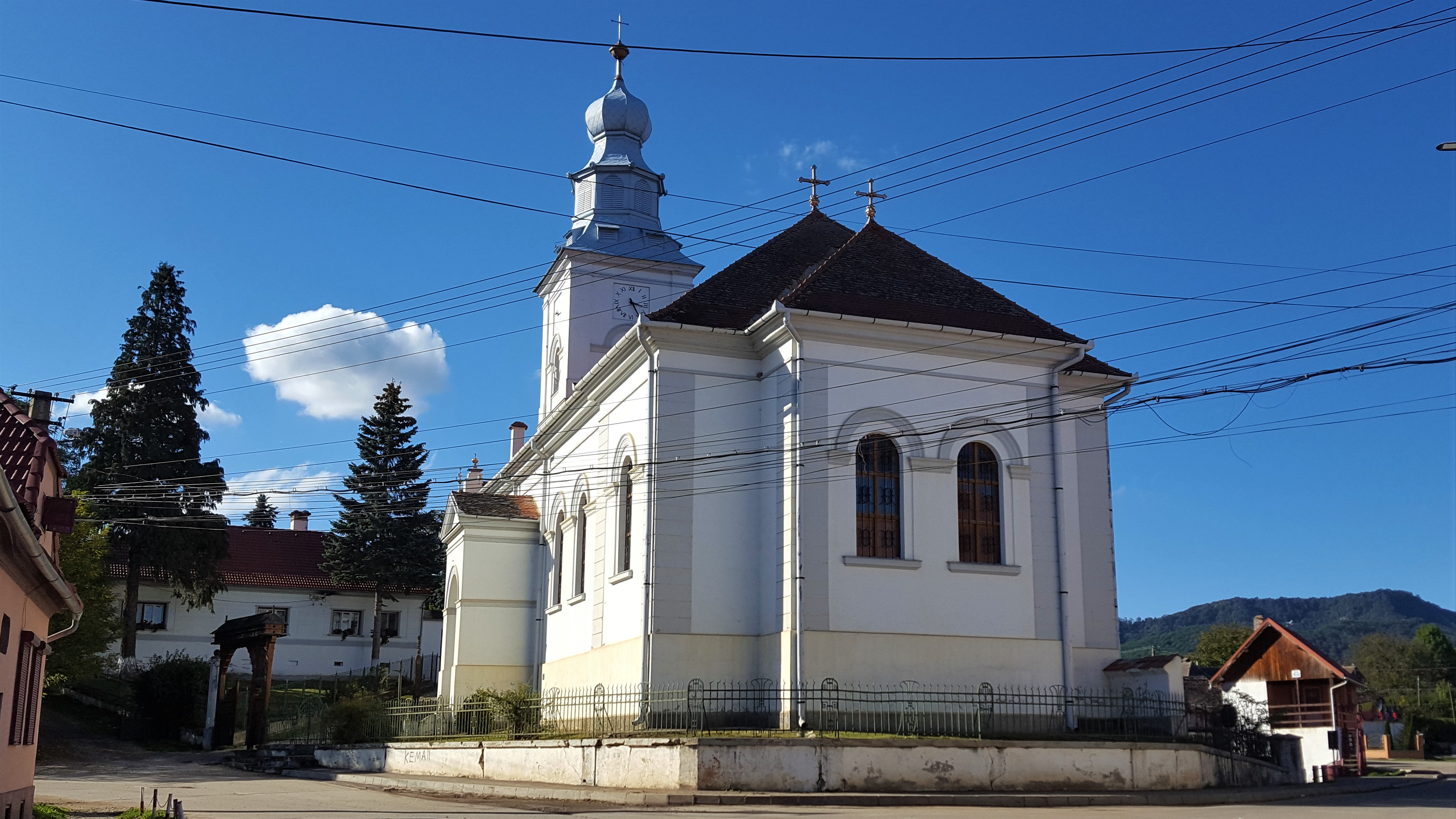
Evangelische Kirche Crizbav